# Liste der Gemeinden in der Provinz Huelva
Die spanische Provinz Huelva hat 80 Gemeinden (Stand 1. Januar 2019).

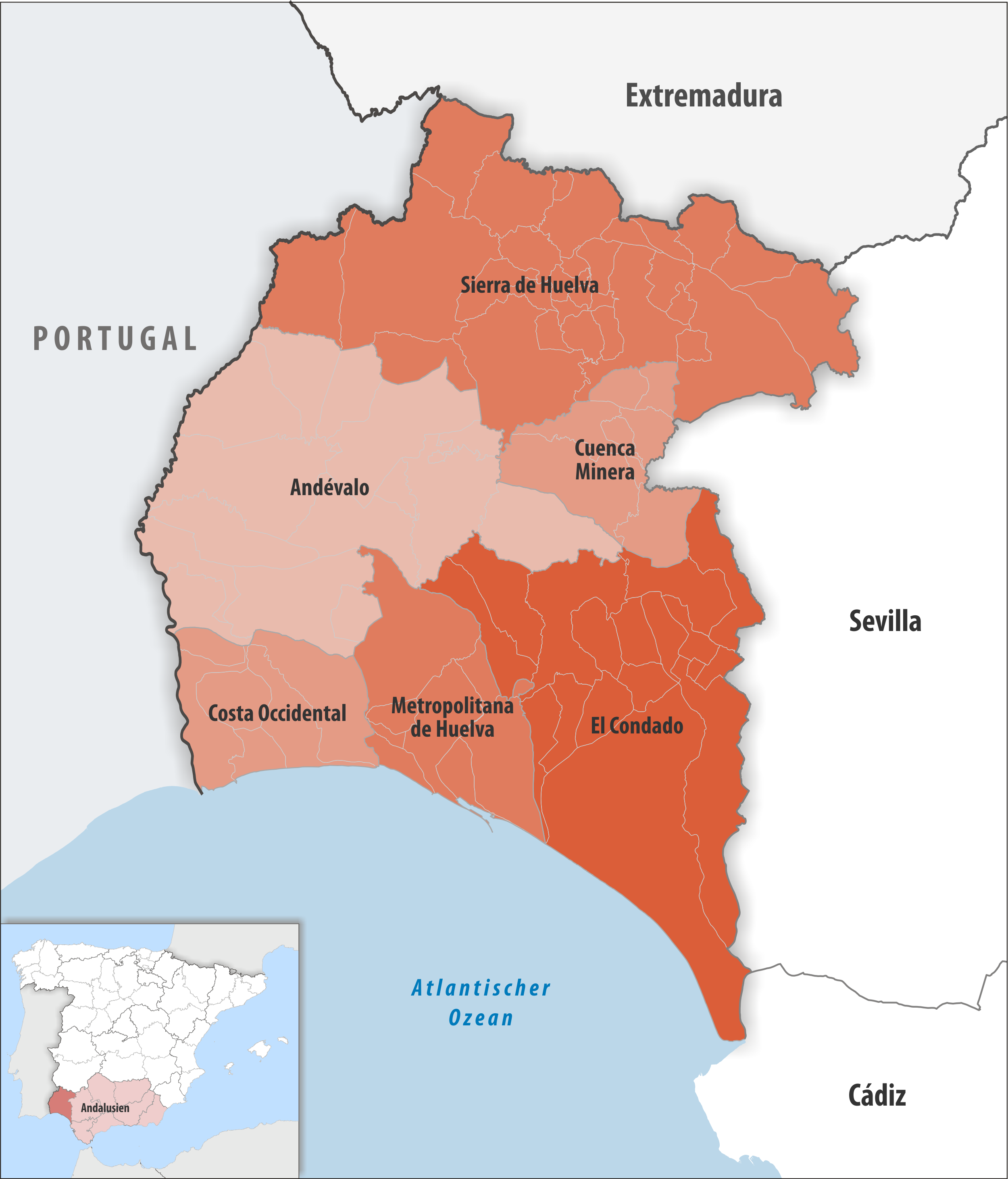
Comarcas in der Provinz Huelva

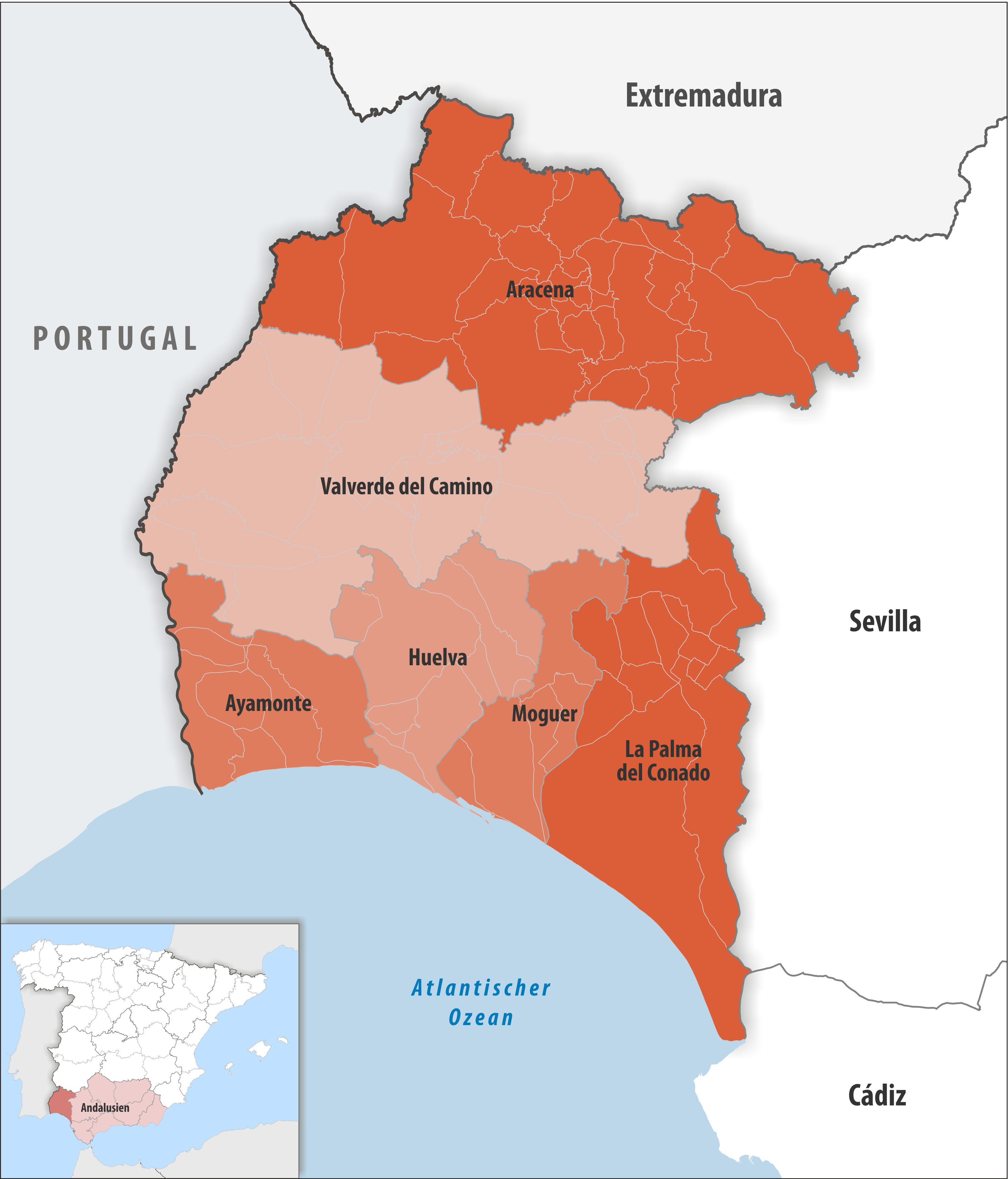
Gerichtsbezirke in der Provinz Huelva

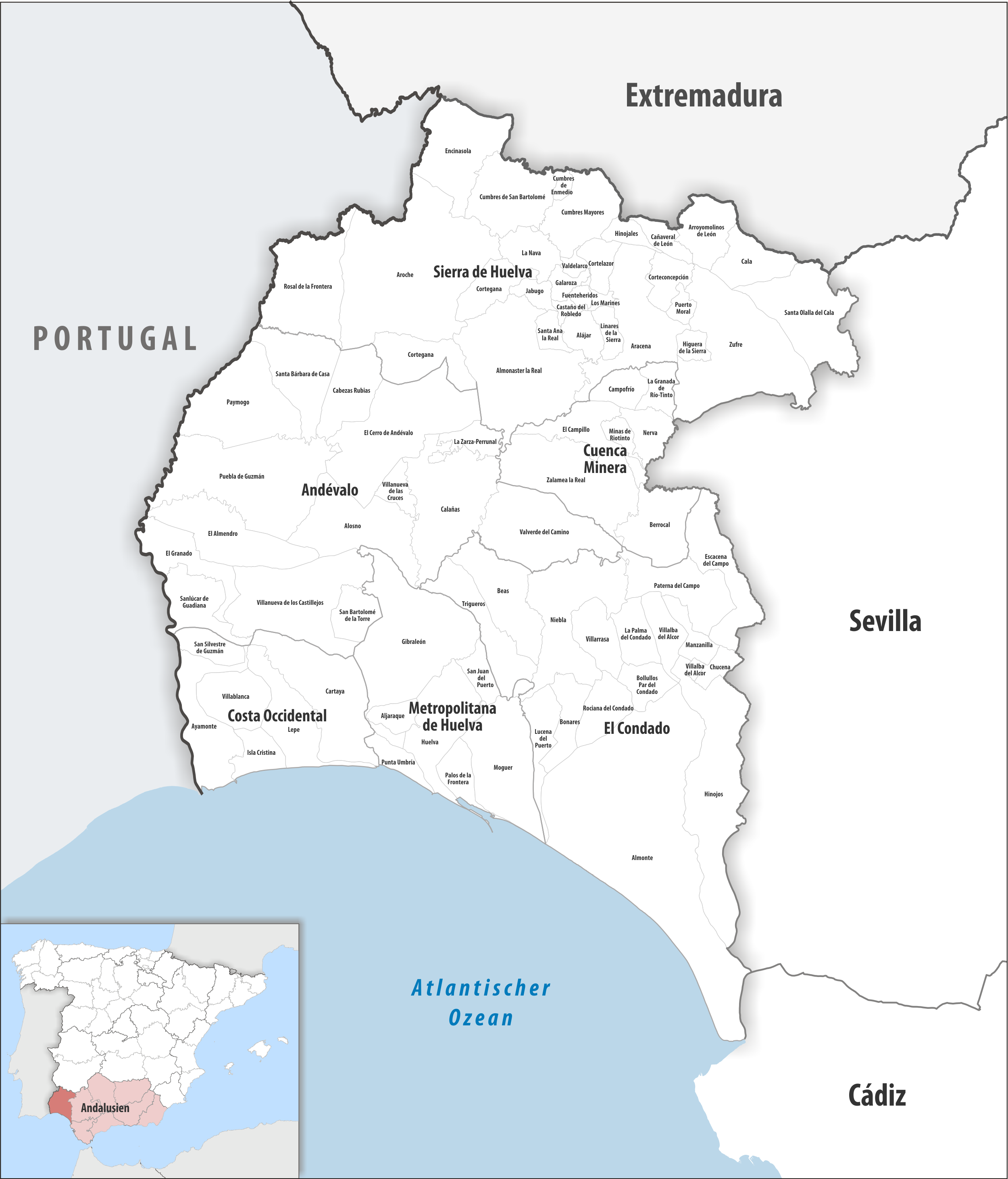
Gemeinden und Comarcas in der Provinz Huelva

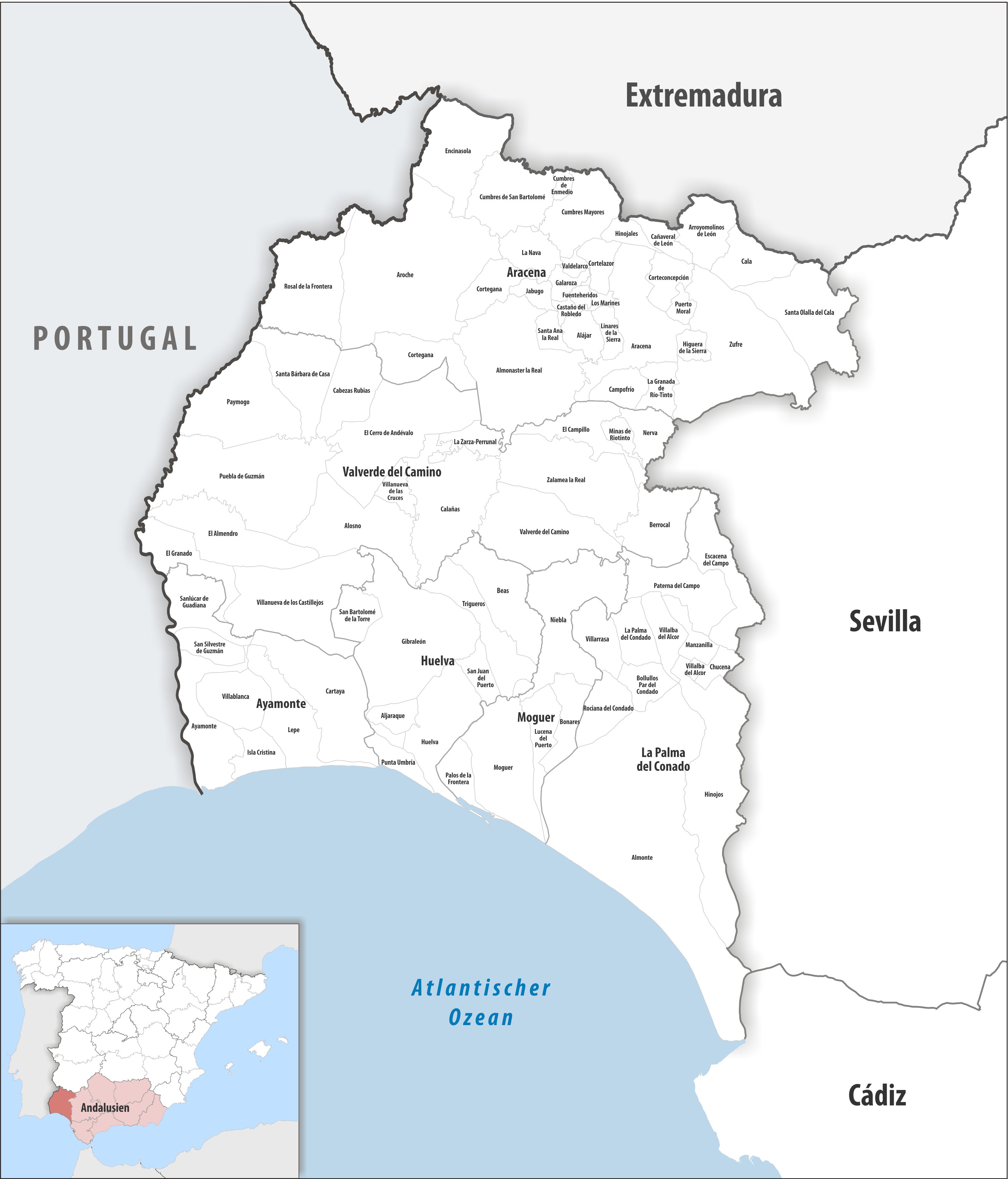
Gemeinden und Gerichtsbezirke in der Provinz Huelva

| Wappen | Gemeinden                     | Einwohner (2024) | Fläche km² | Dichte Einw./km² | Cod INE | Comarca                 | Gerichtsbezirk       |
| ------ | ----------------------------- | ---------------- | ---------- | ---------------- | ------- | ----------------------- | -------------------- |
|        | Alájar                        | 791              | 41,46      | 19               | 21001   | Sierra de Huelva        | Aracena              |
|        | Aljaraque                     | 22.489           | 33,82      | 665              | 21002   | Metropolitana de Huelva | Huelva               |
|        | El Almendro                   | 858              | 170,24     | 5                | 21003   | Andévalo                | Valverde del Camino  |
|        | Almonaster la Real            | 1.751            | 321,29     | 5                | 21004   | Sierra de Huelva        | Aracena              |
|        | Almonte                       | 24.863           | 859,65     | 29               | 21005   | El Condado              | La Palma del Condado |
|        | Alosno                        | 3.982            | 191,07     | 21               | 21006   | Andévalo                | Valverde del Camino  |
|        | Aracena                       | 8.392            | 184,45     | 45               | 21007   | Sierra de Huelva        | Aracena              |
|        | Aroche                        | 2.997            | 498,13     | 6                | 21008   | Sierra de Huelva        | Aracena              |
|        | Arroyomolinos de León         | 925              | 86,95      | 11               | 21009   | Sierra de Huelva        | Aracena              |
|        | Ayamonte                      | 21.622           | 141,57     | 153              | 21010   | Costa Occidental        | Ayamonte             |
|        | Beas                          | 4.374            | 144,66     | 30               | 21011   | El Condado              | Huelva               |
|        | Berrocal                      | 288              | 126,23     | 2                | 21012   | Cuenca Minera           | Valverde del Camino  |
|        | Bollullos Par del Condado     | 14.359           | 49,53      | 290              | 21013   | El Condado              | La Palma del Condado |
|        | Bonares                       | 6.153            | 64,64      | 95               | 21014   | El Condado              | Moguer               |
|        | Cabezas Rubias                | 710              | 108,65     | 7                | 21015   | Andévalo                | Valverde del Camino  |
|        | Cala                          | 1.117            | 83,94      | 13               | 21016   | Sierra de Huelva        | Aracena              |
|        | Calañas                       | 2.759            | 237,83     | 12               | 21017   | Andévalo                | Valverde del Camino  |
|        | El Campillo                   | 2.014            | 90,72      | 22               | 21018   | Cuenca Minera           | Valverde del Camino  |
|        | Campofrío                     | 724              | 46,98      | 15               | 21019   | Cuenca Minera           | Aracena              |
|        | Cañaveral de León             | 381              | 34,77      | 11               | 21020   | Sierra de Huelva        | Aracena              |
|        | Cartaya                       | 21.408           | 224,92     | 95               | 21021   | Costa Occidental        | Ayamonte             |
|        | Castaño del Robledo           | 226              | 12,93      | 17               | 21022   | Sierra de Huelva        | Aracena              |
|        | El Cerro de Andévalo          | 2.260            | 286,12     | 8                | 21023   | Andévalo                | Valverde del Camino  |
|        | Chucena                       | 2.238            | 26,05      | 86               | 21030   | El Condado              | La Palma del Condado |
|        | Corteconcepción               | 573              | 49,13      | 12               | 21024   | Sierra de Huelva        | Aracena              |
|        | Cortegana                     | 4.618            | 173,06     | 27               | 21025   | Sierra de Huelva        | Aracena              |
|        | Cortelazor                    | 312              | 39,93      | 8                | 21026   | Sierra de Huelva        | Aracena              |
|        | Cumbres de Enmedio            | 61               | 13,55      | 5                | 21027   | Sierra de Huelva        | Aracena              |
|        | Cumbres de San Bartolomé      | 364              | 144,58     | 3                | 21028   | Sierra de Huelva        | Aracena              |
|        | Cumbres Mayores               | 1.729            | 121,61     | 14               | 21029   | Sierra de Huelva        | Aracena              |
|        | Encinasola                    | 1.260            | 177,68     | 7                | 21031   | Sierra de Huelva        | Aracena              |
|        | Escacena del Campo            | 2.318            | 134,90     | 17               | 21032   | El Condado              | La Palma del Condado |
|        | Fuenteheridos                 | 814              | 10,92      | 75               | 21033   | Sierra de Huelva        | Aracena              |
|        | Galaroza                      | 1.369            | 22,27      | 61               | 21034   | Sierra de Huelva        | Aracena              |
|        | Gibraleón                     | 13.144           | 328,33     | 40               | 21035   | Metropolitana de Huelva | Huelva               |
|        | La Granada de Río-Tinto       | 244              | 44,70      | 5                | 21036   | Cuenca Minera           | Aracena              |
|        | El Granado                    | 493              | 97,70      | 5                | 21037   | Andévalo                | Valverde del Camino  |
|        | Higuera de la Sierra          | 1.307            | 24,48      | 53               | 21038   | Sierra de Huelva        | Aracena              |
|        | Hinojales                     | 325              | 26,71      | 12               | 21039   | Sierra de Huelva        | Aracena              |
|        | Hinojos                       | 4.056            | 319,88     | 13               | 21040   | El Condado              | La Palma del Condado |
|        | Huelva                        | 143.290          | 151,63     | 945              | 21041   | Metropolitana de Huelva | Huelva               |
|        | Isla Cristina                 | 21.641           | 49,36      | 438              | 21042   | Costa Occidental        | Ayamonte             |
|        | Jabugo                        | 2.196            | 24,92      | 88               | 21043   | Sierra de Huelva        | Aracena              |
|        | Lepe                          | 29.241           | 127,94     | 229              | 21044   | Costa Occidental        | Ayamonte             |
|        | Linares de la Sierra          | 275              | 29,22      | 9                | 21045   | Sierra de Huelva        | Aracena              |
|        | Lucena del Puerto             | 3.388            | 69,73      | 49               | 21046   | El Condado              | Moguer               |
|        | Manzanilla                    | 2.216            | 39,64      | 56               | 21047   | El Condado              | La Palma del Condado |
|        | Los Marines                   | 424              | 9,98       | 42               | 21048   | Sierra de Huelva        | Aracena              |
|        | Minas de Riotinto             | 3.713            | 23,31      | 159              | 21049   | Cuenca Minera           | Valverde del Camino  |
|        | Moguer                        | 23.551           | 203,74     | 116              | 21050   | Metropolitana de Huelva | Moguer               |
|        | La Nava                       | 255              | 61,03      | 4                | 21051   | Sierra de Huelva        | Aracena              |
|        | Nerva                         | 5.073            | 55,40      | 92               | 21052   | Cuenca Minera           | Valverde del Camino  |
|        | Niebla                        | 4.284            | 223,72     | 19               | 21053   | El Condado              | Moguer               |
|        | La Palma del Condado          | 10.709           | 60,38      | 177              | 21054   | El Condado              | La Palma del Condado |
|        | Palos de la Frontera          | 12.663           | 49,25      | 257              | 21055   | Metropolitana de Huelva | Moguer               |
|        | Paterna del Campo             | 3.412            | 132,53     | 26               | 21056   | El Condado              | La Palma del Condado |
|        | Paymogo                       | 1.143            | 213,48     | 5                | 21057   | Andévalo                | Valverde del Camino  |
|        | Puebla de Guzmán              | 3.095            | 336,37     | 9                | 21058   | Andévalo                | Valverde del Camino  |
|        | Puerto Moral                  | 280              | 19,82      | 14               | 21059   | Sierra de Huelva        | Aracena              |
|        | Punta Umbría                  | 16.137           | 38,74      | 417              | 21060   | Metropolitana de Huelva | Huelva               |
|        | Rociana del Condado           | 7.985            | 71,85      | 111              | 21061   | El Condado              | La Palma del Condado |
|        | Rosal de la Frontera          | 1.671            | 209,22     | 8                | 21062   | Sierra de Huelva        | Aracena              |
|        | San Bartolomé de la Torre     | 4.036            | 56,61      | 71               | 21063   | Andévalo                | Huelva               |
|        | San Juan del Puerto           | 9.811            | 45,28      | 217              | 21064   | Metropolitana de Huelva | Huelva               |
|        | San Silvestre de Guzmán       | 644              | 48,87      | 13               | 21066   | Costa Occidental        | Ayamonte             |
|        | Sanlúcar de Guadiana          | 416              | 96,33      | 4                | 21065   | Andévalo                | Ayamonte             |
|        | Santa Ana la Real             | 472              | 26,57      | 18               | 21067   | Sierra de Huelva        | Aracena              |
|        | Santa Bárbara de Casa         | 1.128            | 146,58     | 8                | 21068   | Andévalo                | Valverde del Camino  |
|        | Santa Olalla del Cala         | 2.061            | 202,92     | 10               | 21069   | Sierra de Huelva        | Aracena              |
|        | Trigueros                     | 8.110            | 117,98     | 69               | 21070   | El Condado              | Huelva               |
|        | Valdelarco                    | 237              | 14,87      | 16               | 21071   | Sierra de Huelva        | Aracena              |
|        | Valverde del Camino           | 12.611           | 218,67     | 58               | 21072   | Andévalo                | Valverde del Camino  |
|        | Villablanca                   | 2.979            | 98,31      | 30               | 21073   | Costa Occidental        | Ayamonte             |
|        | Villalba del Alcor            | 3.302            | 62,41      | 53               | 21074   | El Condado              | La Palma del Condado |
|        | Villanueva de las Cruces      | 380              | 34,39      | 11               | 21075   | Andévalo                | Valverde del Camino  |
|        | Villanueva de los Castillejos | 2.936            | 263,98     | 11               | 21076   | Andévalo                | Valverde del Camino  |
|        | Villarrasa                    | 2.128            | 72,19      | 29               | 21077   | El Condado              | La Palma del Condado |
|        | Zalamea la Real               | 2.963            | 238,85     | 12               | 21078   | Cuenca Minera           | Valverde del Camino  |
|        | La Zarza-Perrunal             | 1.189            | 44,62      | 27               | 21902   | Andévalo                | Valverde del Camino  |
|        | Zufre                         | 735              | 340,70     | 2                | 21079   | Sierra de Huelva        | Aracena              |
|        | Provinz Huelva                | 533.448          | 10.127,42  | 53               | 21000   | –                       | –                    |

- Karte mit allen verlinkten Seiten:
- OSM |
- WikiMap